# Ochyrocera hamadryas
Ochyrocera hamadryas là một loài nhện trong họ Ochyroceratidae. Loài này phân bố ở Brasil.